# Cidadão não, engenheiro civil!
Cidadão não, engenheiro civil! é um vídeo viral do Brasil que traz o registro de um ataque verbal de uma mulher a um fiscal da Prefeitura do Rio de Janeiro. O vídeo é um registro feito do casal Leonardo Barros e Nívea Del Maestro ao serem abordados  durante uma fiscalização no contexto da reabertura dos bares na capital fluminense após o período mais crítico da pandemia de COVID-19, em 2020. No momento da inspeção, quando ambos estavam sem máscara, Nívea questionou o fato de Leonardo ter sido chamado de "cidadão" por Flávio Graça, então superintendente de Inovação, Pesquisa e Educação em Vigilância Sanitária, Fiscalização e Controle de Zoonoses da prefeitura. Logo em seguida, ela disse a Flávio a frase que veio a se tornar viral: "Cidadão não, engenheiro civil, formado, melhor do que você!", fato que ganhou ampla repercussão nas redes sociais e na vida do casal. Apesar de ambos não usarem máscara no momento da abordagem, Leonardo chegou a receber Auxílio Emergencial de 600 reais durante a pandemia.

## Repercussão
Nívea Valle Del Maestro chegou a processar o comentarista Leonardo Sakamoto por considerar que uma coluna que ele publicou no UOL sobre o caso foi ofensiva à sua imagem. Sobre o caso, o 2º Juizado Especial Cível do Tribunal de Justiça do Rio de Janeiro por meio da juíza Letícia de Mello Sampaio recusou suas alegações.
Após o episódio, Nívea foi demitida do emprego e alega ter sofrido ameaças. Apesar disso, afirmou em entrevistas que "não tem por que pedir desculpas" e que não se arrepende do que disse.
| “                                        | Não é arrependimento. Hoje posso reconhecer minha alteração de voz e meu tom foi mal interpretado. Se a gente se arrepende de alguma coisa é de ter saído de casa. | ” |
| — Nívea Del Maestro, em entrevista ao G1 | |   |